# مورگانفیلد (کنتاکی)
مورگانفیلد (به انگلیسی: Morganfield) شهری در ایالت کنتاکی کشور ایالات متحده آمریکا است که جمعیت آن در سرشماری سال ۲۰۱۰ میلادی، ۳٬۲۸۵ نفر بوده‌است.